# Teoria feminista das relações internacionais
A teoria feminista das relações internacionais refere-se a trabalhos que buscaram trazer as preocupações de gênero para o estudo acadêmico da política internacional e que usaram a teoria feminista e, às vezes, a teoria queer para entender melhor a política global e as relações internacionais.
Em termos da teoria das relações internacionais (RI), uma abordagem feminista se agrupa na ampla categoria de abordagens teóricas conhecidas como reflexivismo, representando uma divergência de abordagens aderentes a uma visão racionalista baseada nas premissas da teoria da escolha racional; as abordagens reflexivistas, que também incluem o construtivismo, o pós-estruturalismo e o pós-colonialismo, consideram as identidades e interesses do Estado como continuamente em fluxo, de modo que as normas e a identidade desempenham tanto um papel na formação de políticas quanto os interesses materiais.

## A Teoria
Um dos trabalhos mais influentes em relações internacionais feminista é Bananas, Beaches and Bases, de Cynthia Enloe (Pandora Press 1990). Este texto procurou mapear os diversos papéis que as mulheres desempenham na política internacional – como trabalhadoras do setor de plantações, esposas diplomáticas, trabalhadoras do sexo em bases militares etc. das mulheres, somos forçados a reconsiderar suas suposições pessoais sobre o que é 'tudo sobre' a política internacional.
No entanto, seria um erro pensar que as relações internacionais feministas eram apenas uma questão de identificar quantos grupos de mulheres estão posicionados no sistema político internacional. Desde o início, as relações internacionais feminista sempre demonstrou uma forte preocupação em pensar os homens e, em particular, as masculinidades. De fato, muitas feministas das relações internacionais argumentam que a disciplina é inerentemente masculina por natureza. Por exemplo, em seu artigo "Sex and Death in the Rational World of Defense Intellectuals" Signs (1988), Carol Cohn afirmou que uma cultura altamente masculinizada dentro do estabelecimento de defesa contribuiu para o divórcio da guerra da emoção humana.
A teoria feminista de relações internacionais envolve observar como a política internacional afeta e é afetada por homens e mulheres e também como os conceitos centrais que são empregados na disciplina de RI (por exemplo, guerra, segurança, etc.) são eles próprios generificados. As relações internacionais feminista não se preocupou apenas com o foco tradicional da relações internacionais em estados, guerras, diplomacia e segurança, mas as acadêmicas feministas de relações internacionais também enfatizaram a importância de observar como o gênero molda a atual economia política global. Nesse sentido, não há uma divisão clara entre as feministas que trabalham em relações internacionais e aquelas que trabalham na área de Economia Política Internacional (EIP).
A teoria das relações internacionais de caráter feminista surgiu em grande parte a partir do final dos anos 1980. O fim da Guerra Fria e a reavaliação da teoria tradicional de relações internacionais durante os anos 1990 abriram um espaço para a generificação das Relações Internacionais. Como a teoria das relações internacionais de caráter feminista está amplamente vinculada ao projeto crítico em relações internacionais, a maioria dos estudos feministas tem procurado problematizar a política de construção do conhecimento dentro da disciplina – muitas vezes adotando metodologias de desconstrutivismo associadas ao pós- modernismo / pós -estruturalismo. No entanto, a crescente influência das abordagens feministas e centradas nas mulheres nas comunidades políticas internacionais (por exemplo, no Banco Mundial e nas Nações Unidas) reflete mais a ênfase feminista liberal na igualdade de oportunidades para as mulheres.
No que diz respeito ao feminismo nas Relações Internacionais, algumas das fundadoras feministas de relações internacionais referem-se ao uso de uma “consciência feminista” ao analisar questões de gênero na política. No artigo de Cynthia Enloe “Gênero não basta: a necessidade de uma consciência feminista”, Enloe explica como as Relações Internacionais precisam incluir a masculinidade na discussão sobre a guerra, ao mesmo tempo em que dá atenção às questões que envolvem mulheres e meninas.  Para isso, Enloe insta os estudiosos de Relações Internacionais a olharem para as questões com uma 'consciência feminista', que acabará por incluir uma perspectiva sensível às masculinidades e feminilidades. Dessa forma, a consciência feminista, aliada a uma lente de gênero, permite que os acadêmicos de relações internacionais discutam Política Internacional com uma apreciação e compreensão mais profunda das questões de gênero no mundo.
Enloe argumenta como a disciplina de relações internacionais continua carente de uma análise séria das experiências, ações e ideias de meninas e mulheres na arena internacional, e como isso acaba por excluí-las da discussão em relações internacionais.  Por exemplo, Enloe explica a experiência de Carol Cohn usando uma consciência feminista enquanto participava da redação de um documento que descreve as ações tomadas na negociação de cessar-fogo, acordos de paz e novas constituições. Durante este evento, os envolvidos criaram a palavra “combatente” para descrever os necessitados durante essas negociações geralmente tensas. O uso de 'combatente' neste contexto é particularmente problemático, como aponta Carol, porque implica um tipo de pessoas militarizadas, geralmente homens portando armas, e exclui as mulheres e meninas empregadas como carregadoras, cozinheiras e 'esposas' forçadas de combatentes do sexo masculino. Esse termo efetivamente torna as necessidades dessas mulheres invisíveis e as exclui da conversa particularmente crítica de relações internacionais sobre quem precisa do quê na guerra e na paz. Esta discussão é crucial para a análise de como várias masculinidades estão em jogo na Política Internacional, e como essas masculinidades afetam mulheres e meninas durante a guerra e a paz e inicialmente as elimina da discussão.
Por outro lado, a estudiosa feminista de relações internacionais Charlotte Hooper aplica efetivamente uma consciência feminista ao considerar como “as relações internacionais disciplinam os homens tanto quanto os homens moldam as relações internacionais”.  Assim, em vez de focar no que e quem as relações internacionais excluem da conversa, Hooper se concentra em como as identidades masculinas são perpetuadas e, em última análise, são produtos da prática das relações internacionais.  Dessa forma, é ineficaz usar uma lente de gênero e consciência feminista para analisar a exclusão de uma discussão em gênero nas relações internacionais. Hooper sugere que é necessário um exame mais profundo das formas ontológicas e epistemológicas em que as relações internacionais têm sido inerentemente uma disciplina masculina.  A masculinidade inata do relações internacionais é porque os homens compõem a grande maioria dos estudiosos modernos de relações internacionais e suas identidades masculinas foram socialmente construídas ao longo do tempo por meio de várias progressões políticas. Por exemplo, Hooper dá exemplos dos desenvolvimentos históricos e políticos das masculinidades que ainda prevalecem nas relações internacionais e na sociedade em geral; o modelo cidadão/guerreiro grego, o modelo judaico-cristão e o modelo racionalista burguês protestante.  Estes rastreiam as identidades masculinas ao longo da história, onde a masculinidade é medida em militarismo e cidadania, propriedade e autoridade dos pais e, finalmente, individualismo competitivo e razão. Essas masculinidades, por sua vez, pedem que se use não apenas a consciência feminista para analisar as exclusões das feminilidades das relações internacionais, mas, adicionalmente, Hooper esclarece como se pode localizar as inclusões inerentes das masculinidades no campo das relações internacionais com uma consciência feminista.

## Gênero e guerra
Uma base proeminente para muitos estudos feministas sobre a guerra é enfatizar as maneiras pelas quais os homens são vistos como os únicos atores na guerra. As mulheres, por outro lado, são comumente concebidas como atuadas ao longo de conflitos e resoluções de conflitos. Conforme afirma Swati Parashar, elas são documentadas como “viúvas e mães de luto, enfermeiras altruístas e ativistas anti-guerra”. A realidade é que as mulheres desempenham vários papéis na guerra e por diferentes razões, dependendo do conflito. Nota-se que as mulheres têm participado ativamente da guerra desde meados do século XIX. Esse processo de eliminação das mulheres da guerra é uma ferramenta utilizada para desacreditar as mulheres como agentes no cenário internacional. Um ponto focal para muitas acadêmicas feministas é o estupro em massa durante a guerra. Esses estudiosos procurarão explicar por que a violência sexual em tempos de guerra é tão prevalente ao longo da história e hoje. Alguns estudiosos recorrem a explicações como o estupro como arma ou como recompensa para os soldados durante a guerra. Outros vêem a violência sexual como uma consequência inevitável quando as restrições sociais são removidas.

### Anti-mlitarismo feminista
Feministas de RI muitas vezes observam como as concepções de masculinidade moldaram a política externa, a identidade do Estado e a segurança e o armamento durante e fora da guerra. Uma tradição que existe no campo para esse fim é a do antimilitarismo feminista. Esta é uma postura dentro das Relações Internacionais Feministas que se opõe às armas de destruição em massa, como o armamento nuclear, e responsabiliza o gênero em parte pela propagação do militarismo.  O gênero se insere nas relações de poder à medida que o que é visto como mais forte recebe uma identidade masculinizada, enquanto conceitos como emoção são vistos como indicadores de fraqueza e se associam à feminilidade. Dessa forma, a força e a capacidade militar de um Estado se associam ao seu grau de masculinidade, o que as antimilitaristas feministas veem como problemático. Como o desarmamento pode ser percebido como emasculatório, os estados são menos propensos a desarmar; consequentemente, o militarismo torna-se normalizado, subestimado e mais propenso a incitar a guerra.  Esses são alguns dos conceitos que Carol Cohn e Sara Ruddick exploraram em seu artigo “Feminist Ethical Perspective on Weapons of Mass Destruction” (2003), que expôs o significado por trás do que eles chamaram de “feminismo anti-guerra”. . Eles explicam que se opõe ao uso de armas de destruição em massa, seja para fins militares, políticos ou de dissuasão, mas difere do pacifismo por não rejeitar totalmente todas as formas de guerra. Tal oposição decorre em parte da questionabilidade de quão eficaz é a guerra/militarismo, e se os custos (embora monetários, ambientais e especialmente humanos) que são inevitavelmente incorridos, mas nem sempre contabilizados, valem a pena.
As manifestações do antimilitarismo feminista podem ser identificadas em vários contextos e métodos. Em consonância com o artigo supracitado de Cohn e Ruddick (2003), parte do que o antimilitarismo feminista critica é a estrutura em que as armas de destruição em massa são “discutidas”.  discurso supostamente teria grande influência no resultado, como investigado por Cohn em um de seus artigos anteriores, “Sex and Death in the Rational World of Defense Intellectuals” . a maneira pela qual a linguagem “tecnoestratégica” usada pelos intelectuais de defesa americanos era altamente generificada e atribuía maior valor e força ao que era atribuído à terminologia masculina ou altamente sexualizada. Embora Cohn não identifique explicitamente o uso de uma visão antimilitarista feminista neste artigo, as ideias e os assuntos em questão são paralelos. Da mesma forma, Claire Duncanson e Catherine Eschle afirmam seu uso de uma perspectiva feminista antimilitarista em seu artigo “Gender and the Nuclear Weapons State: A Feminist Critique of the UK Government's White Paper on Trident”.  Os autores emprestam a interpretação de Cohn da relação entre gênero e armas nucleares para examinar a maneira como os discursos são moldados por visões dicotômicas subjacentes de masculinidade e feminilidade. Essa perspectiva é então aplicada à renovação das armas nucleares Trident, um plano que Duncanson e Eschl argumentam ser viabilizado pelo uso de linguagem masculinizada pelo governo do Reino Unido que parece ser construída na identidade do estado. O Programa Trident do Reino Unido foi a causa de outra expressão do antimilitarismo feminista, começando algumas décadas antes na forma do Greenham Common Women's Peace Camp. A decisão de 1979 da OTAN de basear mísseis de cruzeiro terrestre em Greenham Common iniciou uma resposta de mulheres amplamente associadas a vários grupos feministas e antinucleares. Sua oposição a tal militarismo foi demonstrada na persistência de campos de paz, manifestações e outras formas de resistência nas duas décadas seguintes (site do arquivo nat.). Tais esforços deram vida à percepção antimilitarista feminista da relação entre gênero e militarismo, conforme exibido por meio do armamento nuclear.
A teoria de gênero destaca as limitações das categorias linguísticas, afirma o significado da interseccionalidade,  valoriza o contexto cultural concreto sobre universalismos e essencialismos (por exemplo, a noção de patriarcado universal),  problematiza rigorosamente sexo e binários de gênero,  narra e explica a história do sexo e das relações de gênero,  e lida diretamente com outras correntes teóricas, como o estruturalismo, o pós-estruturalismo,  o socialismo e a psicanálise.  Por exemplo, em seu livro Gender Trouble: Feminism and the Subversion of Identity, Judith Butler explora a possibilidade de perturbar o gênero primeiro examinando os entendimentos convencionais de gênero que apoiam a hegemonia masculina e o poder heterossexista e, posteriormente, perguntando-se sobre até que ponto se pode minar tais categorias constitutivas (ou seja, , masculino/feminino, homem/mulher) através da mobilização, subversão e proliferação contínuas das próprias ilusões fundamentais de identidade que buscam manter o gênero em seu lugar. A teoria de gênero pode informar lentes e perspectivas críticas, como a “consciência feminista” de Cynthia Enloe, bem como outras perspectivas feministas, como o feminismo liberal, feminismo da diferença, e feminismo pós-estruturalista.  Em termos de relações internacionais feministas, a teoria de gênero se engaja diretamente com a noção de mainstreaming de gênero tanto na política institucional  quanto na política discursiva.
O feminismo liberal lida especificamente com a formulação de políticas e exige que as mulheres, bem como as perspectivas sobre as realidades vividas por mulheres e homens, sejam incluídas e representadas de maneira justa nessa formulação de políticas. No que diz respeito ao feminismo liberal, a teoria de gênero contempla, por exemplo, o que se entende pelo termo “mulheres”, cujas perspectivas sobre as realidades vividas “mulheres” e “homens” são consideradas valiosas para facilitar a representação justa na formulação de políticas, e quais aspectos da vida são considerados componentes da “realidade vivida”.
O feminismo da diferença se concentra no empoderamento das mulheres em particular por meio de projetos, implementações e avaliações específicas de políticas que levam em conta as diferenças materiais e culturais entre homens e mulheres e seu significado. Com relação ao feminismo da diferença, a teoria de gênero questiona, novamente, o que se entende pelo termo “mulheres”; quais fatores podem levar as “mulheres” a exigir projetos, implementações e avaliações específicas de políticas; o que se considera constituir “diferença” na experiência material e cultural de “homens” e “mulheres”; e quais aspectos dessa “diferença” supõem seu significado especial.
O feminismo pós-estruturalista prioriza a diferença e a diversidade na medida em que reconhece todas as identidades como construções sociais absolutamente contingentes. No que diz respeito ao feminismo pós-estruturalista, a teoria de gênero aponta que, devido a essa discursividade ontológica e epistemológica, o feminismo pós-estruturalista pode, em alguns casos, arriscar entender os sujeitos na formulação de políticas como subjetividades sociais distintas principalmente e/ou exclusivamente em termos de diferença de gênero, e não em termos das multiplicidades de diferença que compõem as subjetividades no pensamento feminista pós-estrutural. O discurso começa com a afirmação de que a divisão público/privado contribuiu significativamente para a marginalização das mulheres. Para romper com essa marginalização, as feministas devem desafiar os próprios pressupostos que constroem nossas ideias de identidade e cidadania. Principalmente, o feminismo pós-estruturalista procura avançar a concepção de gênero de Judith Butler como 'performativa', pela qual não há concepção pertinente de gênero fora da construção social de masculinidade ou feminilidade.
O feminismo racionalista é paralelo ao pensamento neorrealista ao colocar o Estado como o ator principal nas relações internacionais. Também está ligada ao pensamento liberal, na medida em que destaca a literatura da 'paz democrática', criando uma sobreposição entre os paradigmas. Em relação ao gênero, o feminismo racionalista explora não apenas como a guerra surge, mas especificamente como o gênero afeta as causas, probabilidade e resultado do conflito. Feministas racionalistas têm, em geral, duas linhas de pesquisa: política externa quantitativa e estudos de caso comparativos. Política externa quantitativa - pode, por exemplo, explorar a correlação entre igualdade de gênero e probabilidade de guerra, ou a diferença de gênero nas opiniões de política externa.
Estudos de caso comparativos - podem, por exemplo, incluir a análise de abortos seletivos por sexo em diferentes estados, as políticas que levam à disparidade de gênero e as consequências de tal disparidade de gênero. A política institucional descreve as relações e convenções políticas, materiais, burocráticas e organizacionais que governam as instituições administrativas. A teoria de gênero procura examinar as maneiras pelas quais essas relações e convenções normalizadas moldam os processos de formulação de políticas de e dentro dessas instituições.
A política discursiva refere-se às maneiras pelas quais as normas institucionalizadas, os procedimentos políticos, as identidades organizacionais e as estruturas materiais moldam a linguagem e o significado da igualdade e/ou diferença de gênero. A teoria de gênero, no que diz respeito à política discursiva, por exemplo, examinaria as identidades, as categorias constitutivas, criadas e/ou perpetuadas pela linguagem e significado da igualdade e/ou diferença de gênero em tais instituições internacionais.

## Barreiras para feminilidades e corpos femininos
Existem diferentes teorias que entram em jogo sobre a feminilidade e os corpos femininos quando se fala em Relações Internacionais e o papel que as mulheres têm dentro delas. Uma teoria conhecida como uma explicação 'construtivista' de gênero se presta a argumentar que seu sexo é biológico, ou seja, você nasce com ele, sendo assim natural e seu gênero é algo que é social, ou aprendido dentro das construções da sociedade. Uma abordagem feminista das relações internacionais também fornece análises não apenas para entendimentos teóricos das relações de gênero, mas também das consequências que perpetuam a subordinação das feminilidades e dos corpos femininos.
As 'mulheres' (corpos femininos + feminilidades performadas) sofrem um maior nível de crítica por suas ações, personalidades e comportamentos nas esferas pública e privada, principalmente quando concorrem a cargos políticos, seja em nível local ou nacional. Isso se deve a uma percepção de mulheres politicamente ambiciosas como sendo muito femininas ou muito masculinas, para serem capazes do trabalho que certos escritórios exigem. Isso geralmente está ligado ao ideal de que as mulheres cuidarão de 'questões femininas', como educação e aborto, enquanto os homens cuidarão de 'questões masculinas', como militares, segurança nacional e economia.  Essa maneira de pensar pode ser atribuída à visão 'essencialista' de gênero e joga com a crença profundamente arraigada por muitos em nossa sociedade de que tanto homens quanto mulheres são inerentemente fiéis à sua 'essência' de serem femininos ou masculinos. As mulheres são muitas vezes vistas como sendo um cuidador carinhoso em comparação com a maioria dos homens sendo vistos como agressivos e impetuosos.
É fundamental que os pesquisadores procurem explicar melhor as barreiras que as mulheres enfrentam em suas tentativas de alcançar cargos políticos em qualquer nível. Para começar, deve-se levar em consideração a condição socioeconômica das mulheres e, portanto, a dificuldade em financiar uma campanha.  Embora as mulheres sejam mais educadas do que nunca no mundo ocidental, os poderes socioeconômicos da mulher média ainda não correspondem aos do homem médio. Isso resulta em mais uma consequência para as mulheres, pois o emprego está positivamente relacionado à capacidade de obter informações políticas e construir eficácia política interna. Assim, não só o status socioeconômico leva a uma menor capacidade de financiar uma campanha política para as mulheres, mas também leva a níveis mais baixos de eficácia política, impactando a participação das mulheres na política desde o início.
Existem outras barreiras à entrada das mulheres na política, que incluem, mas não se limitam a, apego à esfera privada e ao escrutínio da mídia. A cobertura das campanhas pela mídia pode ser particularmente prejudicial para a capacidade de uma mulher alcançar cargos políticos. A mídia se concentra muito mais na aparência física e no estilo de vida, em vez das questões políticas proeminentes da campanha, para candidatas do sexo feminino.  Além disso, as mulheres recebem menos cobertura geral da mídia, a mídia questiona as habilidades das mulheres e o potencial de poder futuro, além de se concentrar no que é considerado 'questões das mulheres'. Esses tipos de cobertura desencorajam os eleitores de votar ou contribuir para as campanhas de candidatas do sexo feminino e, além disso, desencorajam as mulheres a participar de uma campanha. Assim, a mídia tem demonstrado sua capacidade de julgar candidatos aptos ou inadequados para cargos políticos, simplesmente pelo diálogo em que se utilizam, que perpetua sistemas de desqualificação para as mulheres.
Esses diálogos colocam os homens em posições de alta política e reforçam entendimentos simbólicos de 'questões femininas' versus 'questões masculinas', e quem melhor representa cargos de alta política devido a compreensões naturalizadas dos corpos dos indivíduos e identidades de gênero. Por meio de uma lente feminista das relações internacionais, no entanto, podemos compreender a natureza sistêmica dessas percepções das relações entre corpos e identidades, a fim de descontar o diálogo popular e encontrar lugares para as mulheres na alta política. O caminho a seguir seria que as pessoas criassem sua própria 'curiosidade feminista' para desafiar o status quo e avançar no palco do Feminismo na Arena de Relações Internacionais.

## Revisando a teoria
Certas partes do campo acadêmico da teoria de relações internacionais não ofereceram atenção séria à perspectiva feminista por causa de diferenças com suas maneiras de abordar os problemas dentro da disciplina. Alguns círculos dentro das ciências sociais estão empregando cada vez mais uma maneira hipotético-dedutivista de olhar para os fenômenos sociais. Nesse contexto, a perspectiva feminista é criticada por fornecer uma maneira mais politicamente engajada de olhar para as questões do que uma maneira de resolver problemas. Robert Keohane sugeriu que as feministas formulem problemas verificáveis, coletem dados e procedam apenas cientificamente ao tentar resolver questões. Sem surpresa, a sugestão de Keohane recebeu uma reação fria das feministas; uma refutação em particular foi intitulada “Você ainda não entende: por que os noivados problemáticos continuam entre feministas e (crítico) IPE”.
A cientista política da Brown University Rose McDermott criticou a literatura feminista de relações internacionais por ser muito exclusivamente focada na narrativa, na análise experiencial e qualitativa e por usar modelos causais que são subespecificados. Em um artigo de 2015 na International Organization, ela escreve: “As feministas muitas vezes relegam o trabalho quantitativo ao reino da influência e experiência masculina, mesmo considerando-a falsa consciência em sucumbir aos métodos masculinos de poder, entregando assim métodos e modelos poderosos que poderiam ser aproveitado para fundamentar ainda mais os argumentos feitos pela análise feminista sobre as desigualdades no resultado por sexo."

## Política externa feminista
As políticas externas feministas em geral têm sido cada vez mais implementadas desde meados da década de 2010, com países como França e México anunciando recentemente seus planos para implementar esse tipo de política em 2019 e 2020, respectivamente. A área da política externa onde tende a haver maior integração de gênero é o desenvolvimento e a ajuda externa. Esse tipo de política externa se concentra no empoderamento das mulheres para lidar com questões como pobreza e abusos de direitos humanos nos países do sul global. As críticas gerais às políticas externas feministas que foram apresentadas pelos países do norte global incluem o fato de que outras áreas de sua política externa perpetuam a violência contra as mulheres, principalmente a venda de armas. Outra crítica é que faz com que as mulheres sejam vistas como fracas e maternais e que precisam de proteção. Também não inclui pessoas não conformes de gênero, que também enfrentam muitos dos mesmos problemas que as mulheres em conflito, como violência sexualizada, bem como seus próprios desafios e discriminação que não estão sendo abordados nessas políticas.

### Canadá
Em 2017, o Canadá lançou seu novo plano de assistência externa, a Política Feminista de Assistência Internacional do Canadá . A política descreve onde o orçamento do Canadá para estrangeiros será alocado, e o Canadá optou por se concentrar em investir dinheiro em iniciativas que apóiam as mulheres no sul global. A política descreve seis áreas de ação nas quais o Canadá pretende se concentrar: dignidade humana, crescimento que funciona para todos, meio ambiente e mudanças climáticas, governança inclusiva, paz e segurança e o foco principal da igualdade de gênero e empoderamento de mulheres e meninas. Essas áreas de ação estão alinhadas com os Objetivos de Desenvolvimento Sustentável da ONU para 2030, com foco no objetivo número 5, que é a igualdade de gênero. A Política de Assistência Internacional Feminista do Canadá afirma que seu objetivo geral é a erradicação da pobreza e que a abordagem mais eficaz para atingir esse objetivo é a promoção da igualdade de gênero.
A nova política do Canadá decorre do conceito de integração de gênero, o que significa que o gênero está na vanguarda de uma determinada iniciativa, e esse conceito tem sido utilizado nas discussões em torno da ajuda externa na última década. O primeiro marco importante na legislação internacional que incluiu a integração de gênero foi a Resolução 1325 das Nações Unidas que foi aprovada no ano de 2000. Parte desta resolução é a Agenda de Paz e Segurança das Mulheres, que tem como objetivos: Apoio a sobreviventes de violência sexual também como o apoio ao envolvimento das mulheres nos processos de paz. A política do Canadá concentra-se no empoderamento das mulheres, que surgiu na discussão do desenvolvimento nas décadas de 1980 e 1990, mas na época era considerado um conceito radical. O objetivo de promover o empoderamento das mulheres é dar-lhes confiança para desafiar as normas sociais que podem ser prejudiciais à sua comunidade, bem como para mudar as relações de poder de gênero.